# Лодзь-Нитярняна
Лодзь-Ничарняна (пол. Łódź Niciarniana) — остановочный пункт в городе Лодзь, в Лодзинсском воеводстве Польши. Имеет 1 платформу и 2 пути.
Остановочный пункт на железнодорожной линии Лодзь-Фабричная — Колюшки, построен в 1950 году.